# 科罗奇
科罗奇（Korochi），是印度马哈拉施特拉邦Kolhapur县的一个城镇。总人口18136（2001年）。

## 人口
该地2001年总人口18136人，其中男性9647人，女性8489人；0—6岁人口2472人，其中男1336人，女1136人；识字率68.70%，其中男性为76.41%，女性为59.95%。